# St. Moritz Olympic Ice Rink
El St. Moritz Olympic Ice Rink (en español, Pista de hielo olímpica de St. Moritz) es un estadio al aire libre ubicado en la estación de esquí de St. Moritz, Suiza. El estadio acogió las ceremonias de apertura y clausura de los Juegos Olímpicos de Invierno de 1928 y los Juegos Olímpicos de Invierno de 1948, además del Campeonato Europeo de Patinaje de Velocidad sobre Hielo de 1925.
Durante los Juegos Olímpicos de Invierno de 1928 y de 1948 se realizaron las pruebas de Patinaje artístico sobre hielo, hockey sobre hielo y Patinaje de velocidad sobre hielo.
En la actualidad, el recinto es propiedad del artista y diseñador Rolf Sachs, quien lo restauro, y que sirve como museo de deportes de invierno y campo de golf durante el verano.

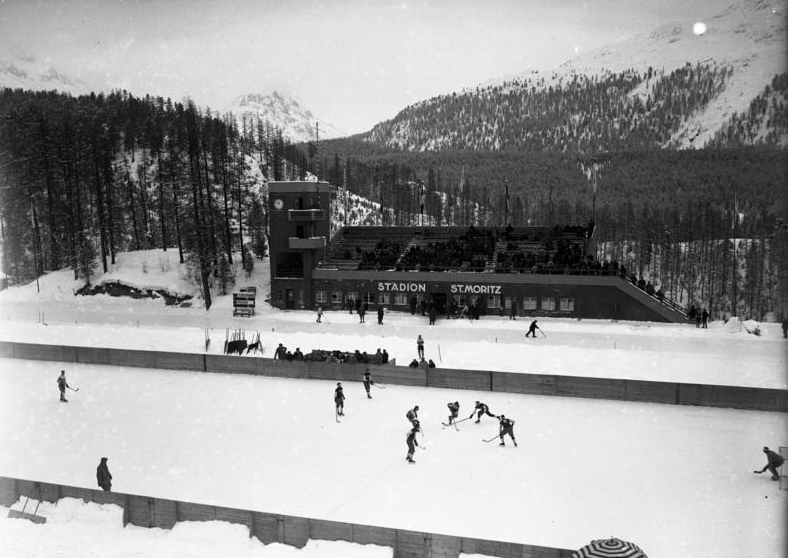
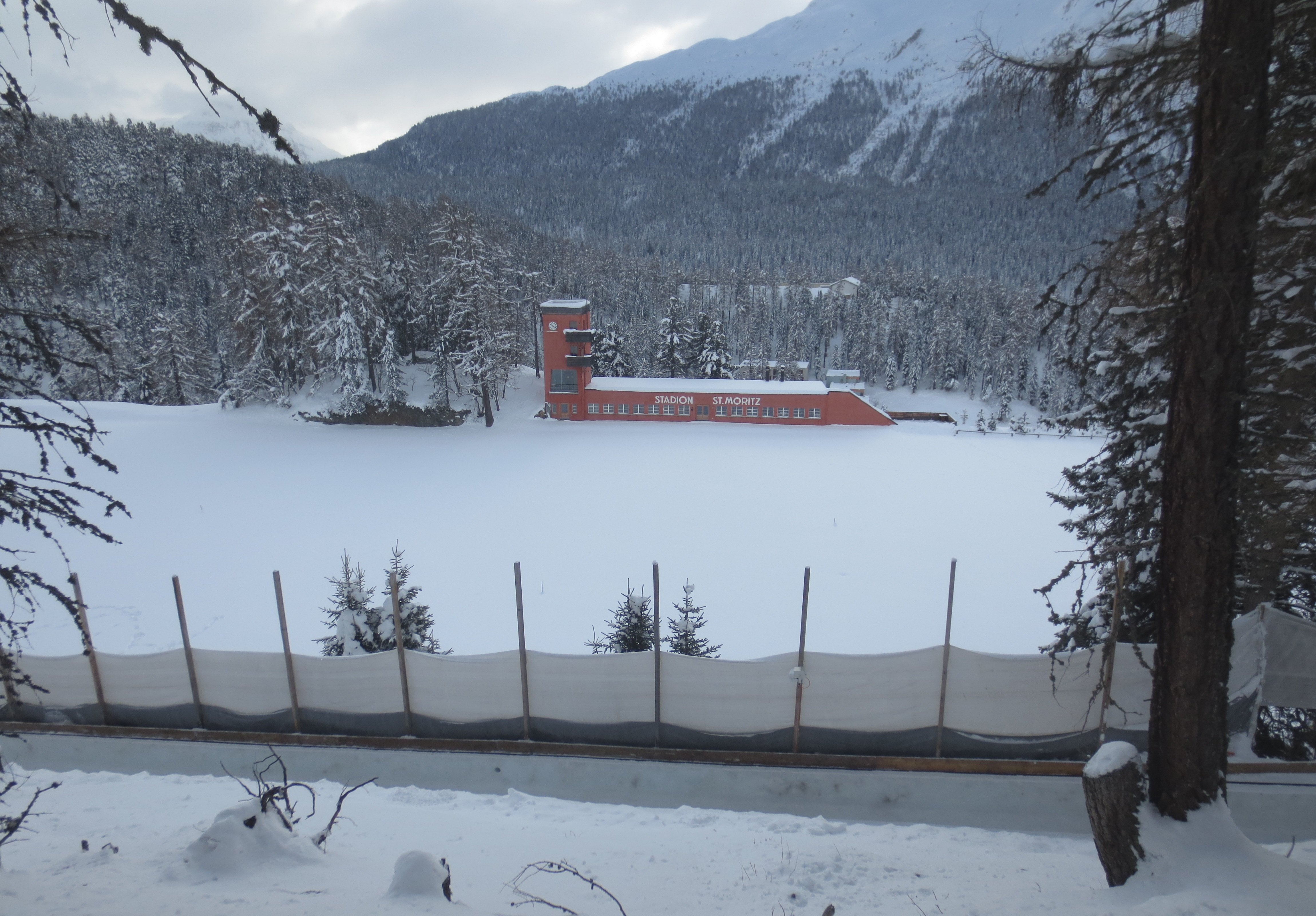